# ジークフリート・オックス
ジークフリート・オックス（Siegfried Ochs、1858年4月19日 - 1929年2月5日）は、ドイツの合唱指揮者、作曲家。

## 生涯
オックスはフランクフルト・アム・マインのユダヤ人商人の家庭に生まれた。最初はダルムシュタット工科大学とハイデルベルク大学で医学と化学を学んだが、後に音楽を専門として、1877年にベルリンの王立音楽院に入学した。その後、私的にフリードリヒ・キールとハインリヒ・ウルバンに学んだ。
1882年、オックスは自分の合唱団（1886年以降はフィルハーモニー合唱団ベルリン(Philharmonischer Chor Berlin)と呼ばれる）を創立し、初代指揮者に就任した。1891年にはアントン・ブルックナー『テ・デウム』のベルリン初演を行った。グスタフ・マーラーが交響曲第8番を作曲するときには合唱に関してオックスに助言を求めた。
オックスはハンス・フォン・ビューロー監督下のベルリン・フィルハーモニー管弦楽団と長期にわたって協力関係を結んだ。
1900年の新バッハ協会の創立メンバーのひとりでもあった。
1929年に没した。フィルハーモニー合唱団ベルリンの指揮者はオットー・クレンペラーに引きつがれた。
作曲家としてはコミック・オペラ『法の名において』（Im Namen der Gesetzes, 1888年）を作曲し、リブレットも自分で書いた。ほかにオペレッタや二重唱曲、合唱曲などを書いている。声楽以外ではドイツの童謡「一羽の鳥が飛んできて」('S kommt ein Vogel geflogen)による変奏曲（それぞれ有名な作曲家のパロディになっている）がある（ブゾーニは追加の変奏曲を書いている）。
ゲオルク・フリードリヒ・ヘンデルの作品と伝えられる『主よ汝に感謝す』(Dank sei Dir, Herr)は、日本では中田羽後の訳詞による『ああ感謝せん』としても知られるが、実際にはヘンデルの作品ではなく、作者はおそらくオックスとされる。